# غابة بولوغين
غابة بولوغين هي غابة تقع في بولوغين بولاية الجزائر، تدار من قبل هيئة المحافظة على الغابات في الجزائر العاصمة تحت إشراف المديرية العامة للغابات (DGF).

## خلفية

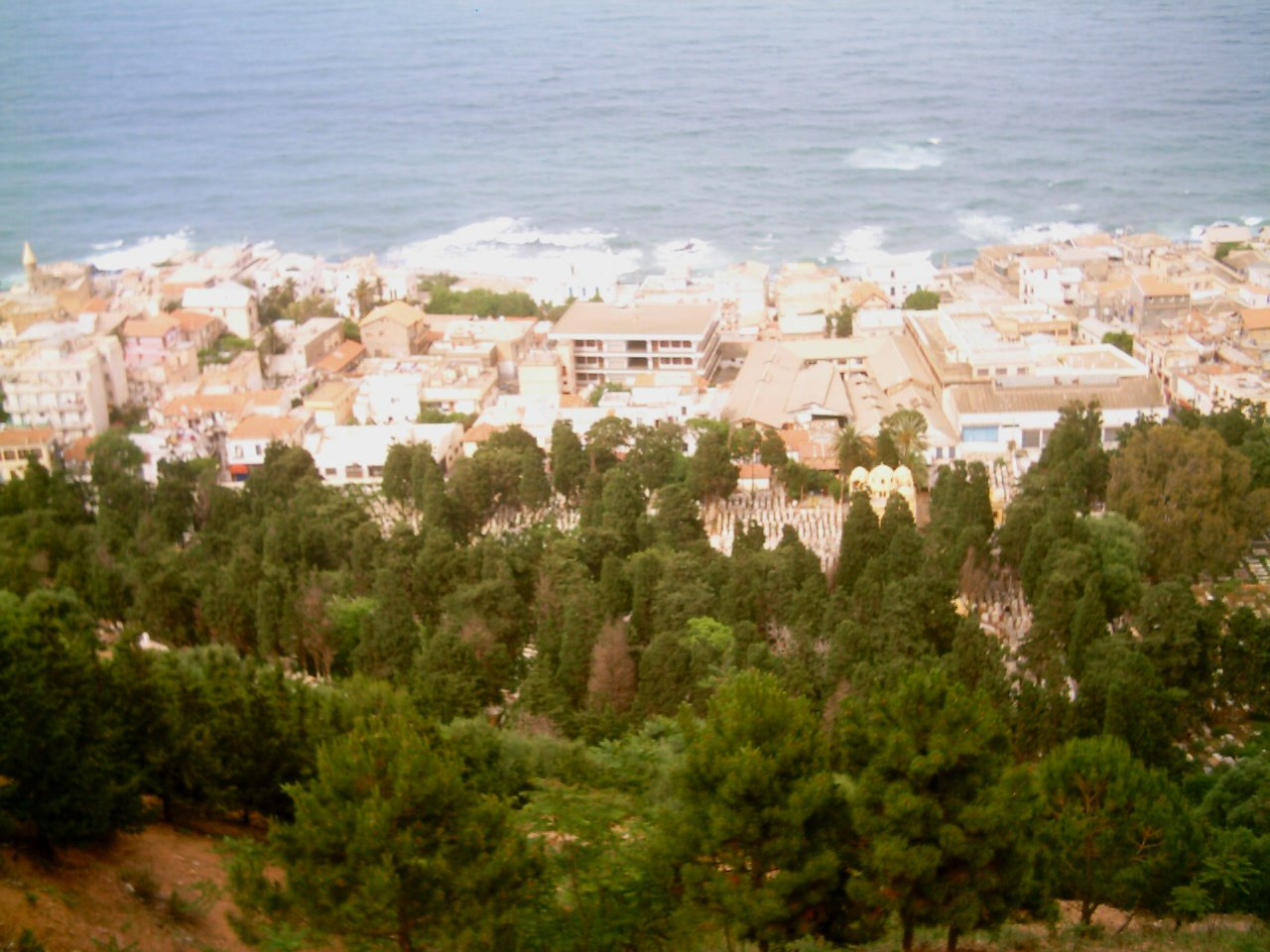
منظر للبحر الأبيض المتوسط من غابة بولوغين.

تخضع الغابة للمرسوم 84-45 في 18 فبراير 1984، المعدل والمتمم بالمرسوم 07-231 في 30 يوليو 2007. ساهم التحضر والتطور العمراني السريع والأحياء الفقيرة في تقليصها، وإزالة حوالي 40% من المساحة الأولية.

## المباني

### مساجد
هذه الغابة محاطة بعدة مساجد، منها:

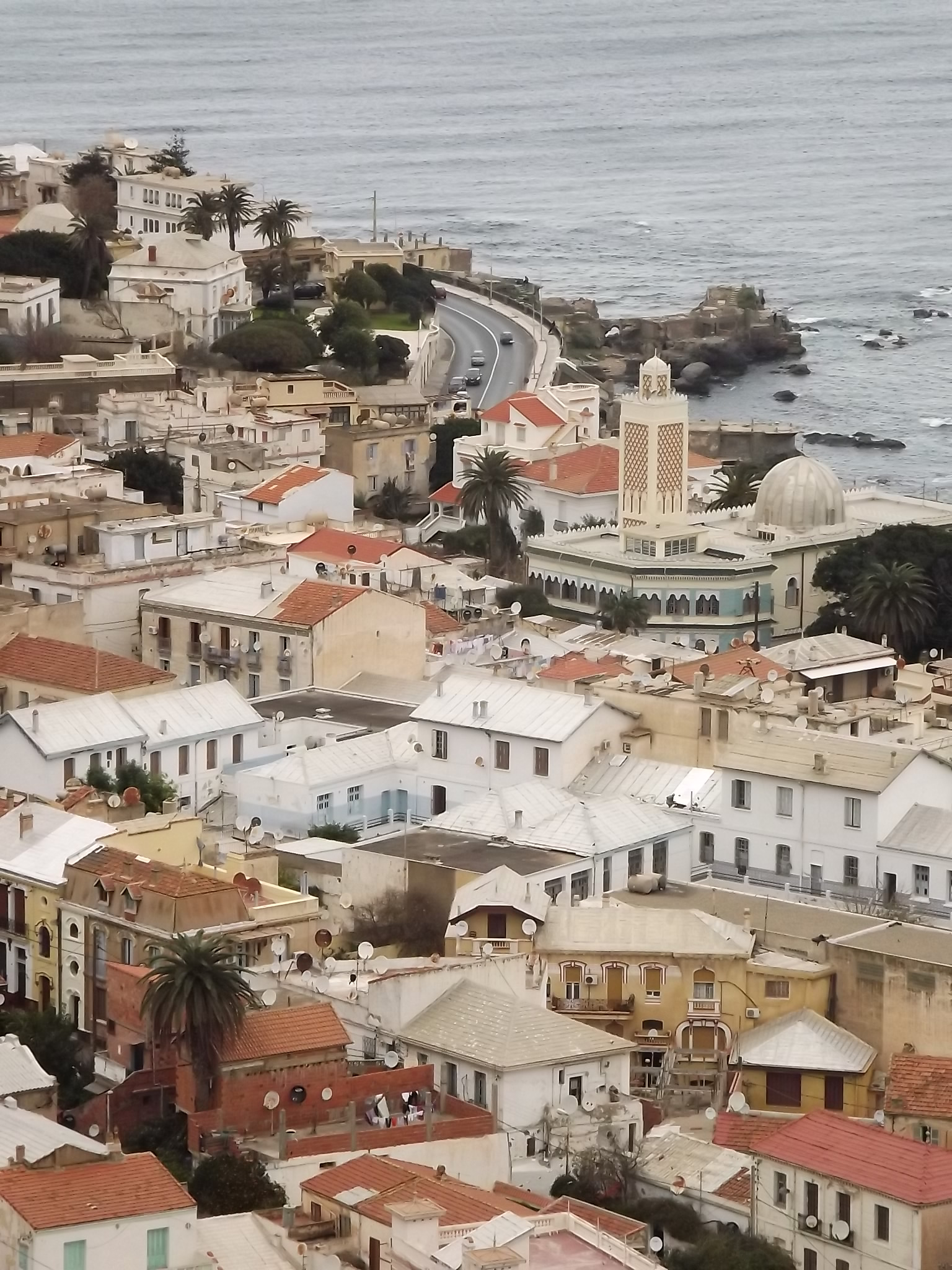
مسجد الأمة في بولوغين.

- "مسجد الأمة" إلى جهة الشمال الغربي.
- "مسجد الفلاح" إلى جهة شمال شرقي البلاد.
- "مسجد الدعوة" من جهة الشرق.
- مسجد خالد بن الوليد غرباً.
- "مسجد علي بن أبي طالب " إلى الغرب.
- "مسجد الإحسان" إلى الغرب.

### ملعب عمر حمادي
الجناح الشمالي الشرقي للغابة ملاصق لملعب كرة القدم عمر حمادي الذي افتتح عام 1924، وهو مقر نادي مولودية الجزائر، يحده من الشمال البحر الأبيض المتوسط.

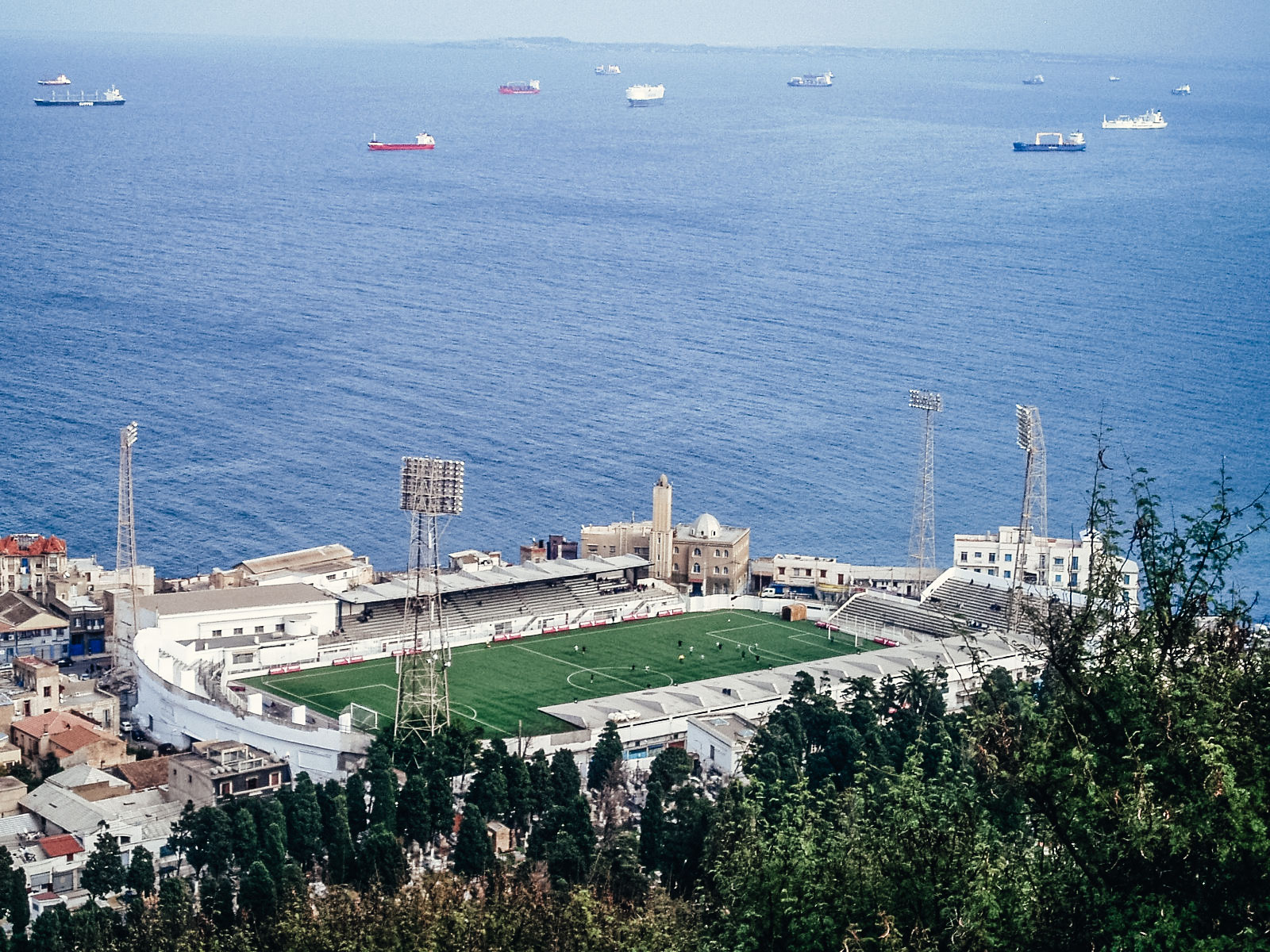
ملعب عمر حمادي في بولوغين.

### السيدة الإفريقية

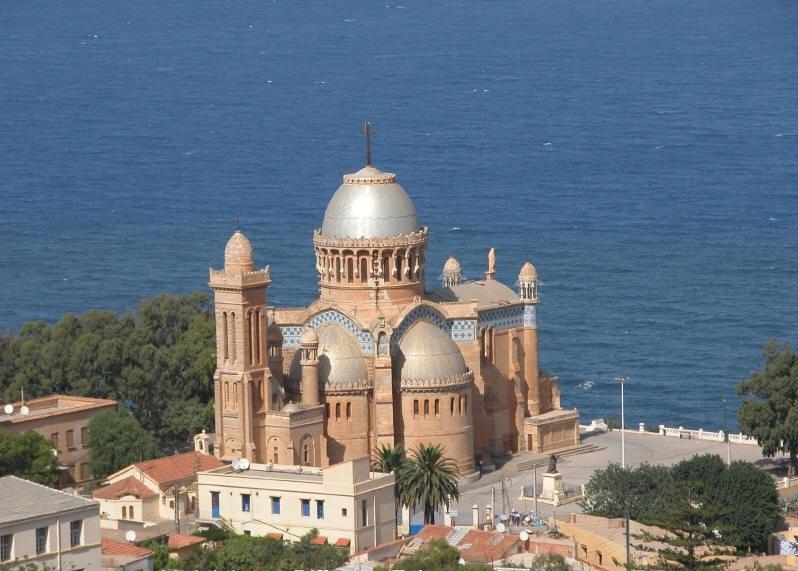
السيدة الإفريقية في بولوغين.

توجد على أحد تلالها مبنى السيدة الإفريقية المبني على شنخة تطل على البحر حوالي 124 م، وهو رمز الاختلاط الثقافي والتعايش الديني منذ أكثر من 160 عامًا، يمكن الوصول إليها عن طريق تيليفيريك مدينة الجزائر.

### مقبرة القديس يوجين
مقبرة القديس يوجين هي مقبرة مسيحية ويهودية تقع على الجانب الشمالي من الغابة، وتغطي مساحة 14.5 هكتار (36 أكر)، وتمتد حتى مبنى السيدة الإفريقية، يديرها عشرين موظفًا.

## الموقع
تقع غابة بولوغين على بعد 12 كم غرب الجزائر العاصمة، و 62 كم شرق تيبازة و 3 كم من البحر الأبيض المتوسط، تقع في بلدية بولوغين في ميتجة.